# Râul Oarzele
Râul Oarzele este un curs de apă, afluent al râului Valea Grecului. 